# Anglesey (grevskap)
Anglesey (kymriska: Ynys Môn) är ett grevskap och en kommun (principal area) i Wales. Det inkluderar huvudöarna Anglesey och Holy Island och flera mindre öar. Dess administrativa huvudort är Llangefni, det största samhället i kommunen är Holyhead. Kommunen hade 69 751 invånare år 2011.

## Större orter
| Ort                   | Invånare |
| --------------------- | -------- |
| Amlwch                | 3 000    |
| Holyhead              | 11 500   |
| Llanfair Pwllgwyngyll | 3 000    |
| Llangefni             | 5 000    |
| Menai Bridge          | 5 000    |

1. ↑  Baserat på "built up areas" i folkräkning 2011 [6], avrundat till närmaste 500.

## Administrativ indelning
Anglesey är indelat i 40  communities:

- Aberffraw
- Amlwch
- Beaumaris
- Bodedern
- Bodffordd
- Bodorgan
- Bryngwran
- Cwm Cadnant
- Cylch-y-Garn
- Holyhead
- Llanbadrig
- Llanddaniel Fab
- Llanddona
- Llanddyfnan
- Llaneilian
- Llaneugrad
- Llanfachraeth
- Llanfaelog
- Llanfaethlu
- Llanfair-Mathafarn-Eithaf
- Llanfair Pwllgwyngyll
- Llanfair-yn-Neubwll
- Llanfihangel Ysgeifiog
- Llangefni
- Llangoed
- Llangristiolus
- Llanidan
- Llannerch-y-Medd
- Mechell
- Menai Bridge
- Moelfre
- Penmynydd
- Pentraeth
- Rhoscolyn
- Rhosybol
- Rhosyr
- Trearddur
- Tref Alaw
- Trewalchmai
- Valley